# Lorensbergsparken

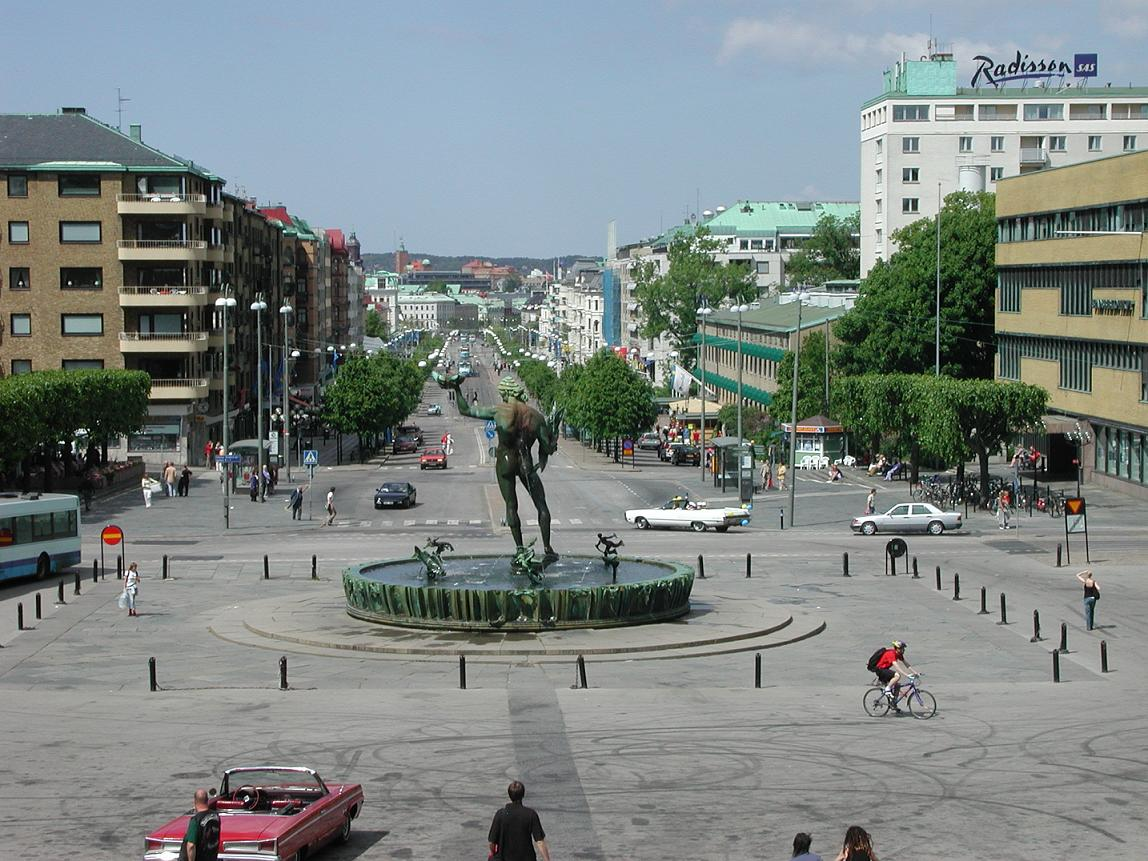
Till höger i bild syns Stadsbiblioteket och Park Aveny Hotel. Bakom dessa byggnader ligger idag vad som finns kvar av Lorensbergsparken. Raden med fyrkantigt klippta träd som står framför stadsbiblioteket är faktiskt rester från parken.

Entrén till Lorensbergsparken innan man lade ut Kungsportsavenyen till Götaplatsen, fotograferad omkring år 1900.

Lorensbergsparken är i dag ett kvarter stort område som ligger mellan Kungsportsavenyn, Södra vägen, Berzeliigatan och Engelbrektsgatan i stadsdelen Lorensberg i Göteborg. Parkområdets areal i dåvarande 12:e roten anges 1885 till 447 100 kvadratfot. Parkens utbredning 1899 var till (nuvarande) Arkivgatan i sydväst, och därefter avgränsad som ovan. Den äldsta huvudentrén till parken låg i sydändan av Gamla Allén, men efter Kungsportsavenyens framdragande till parken togs en ny huvudingång upp i hörnet vid Engelbrektsgatan-Kungsportsavenyen. Då den södra delen av avenyen successivt drogs fram mot nuvarande Götaplatsen, flyttades entrén något österut, där den fanns kvar ännu 1923. Precis där Elite Park Avenue Hotel har sin uteservering i nordväst, låg denna entré.

## Historik
På 1600-talet låg ett av flera landerier i området, som först användes som trädgårdsland och betesmark, men som snart kom att bli sommarnöje för borgarna i Göteborg. I trakten av Lorensberg och Hedås (nordost därom) odlades tobak på flera ställen under många år. Av de sju områden utanför Kungsporten som uppläts för tobaksodling den 31 maj 1748, anges nr 5 i magistratens protokoll som "en plats å wästra sidan om landswägen mellan Hr Anders Damms tobaksplantage och biwägen till Haga och Masthugget, storlek 100 170 qw.alnar eller 7.2170/14 000 Tunneland." Området ropades in av notarien Enerot mot 84 daler silvermynt i årlig lega. Daniel Enerot (1720-1762) var 1749 rådman och blev i slutet av 1750-talet ägare av Kungsportsbryggeriet. Men redan den 6 augusti 1750 övergick bryggeriet till tullnären Johan Magnus Ekerman. Odlingarna omfattade år 1748 cirka 50 tunnland och årsskörden var omkring 118 000 skålpund.
Området övergick 1758 till, tobaksfabrikören Andreas Damm, och beskrivs i ett bihang till hallrättens årsberättelse som "ett Plantage thet Damm i år sig tilhandladt af Tulskrifwaren Joh. Mag:s Eckermans fru och består af 7 Tunneland". Damm utökade därmed sin tobaksodling utanför Kungsporten till 13,5 tunnland, då han sedan 1747 var i besittning av ett intilliggande plantage på 6,5 tunnland (senare känt som landeriet Kristinelund). Avkastningen på de båda plantagen utgjorde 1758 totalt 14 400 skålpund tobaksblad, varför Damms rationellare odlingsmetoder troligen även givit resultat på det före detta Ekermanska plantaget.
Andreas Damm dog 1764, varefter de båda plantagen i stadens räkenskaper en tid uppfördes för sterbhuset. År 1770 övertogs det äldsta plantaget av sonen J.H. Damm och före detta Ekermans plantage av mågen, grosshandlaren Lorentz Petersén, gift med Johanna Sophia Damm. Petersén erlade samma grundlega som svärfadern, 84 daler silvermynt, från 1777 uträknat i nya myntet till 14 riksdaler specie. År 1778 fick Petersén upplåtelse på en intilliggande äng om 5 tunnland, vilket dock ej uppläts med ständig besittningsrätt, utan på 30 år mot legan 5 riksdaler specie årligen.
Missväxtåret 1783 upphörde odlingarna, och blev istället till landerier med stora trädgårdsanläggningar samt sommarhus. Namnet Lorensberg har troligen kommit till långt efter handlanden Lorens Peterséns död, som ägde "plantaget" 1770-1800. Varken 1790, 1800 (bouppteckningen) eller 1811 förekommer namnet i officiella handlingar eller kartor.
Petersen dog år 1800 och som arvingar i bouppteckningen tas änkan Johanna Sophia, född Damm (1746-1826) och sonen Johan Andreas Petersén (1771-1808) upp. Bland fast egendom märkes, förutom "ett Plantage med åbyggnad utom Kungsporten" värderat till 5 000 riksdaler, hus och gård vid Kyrkogatan, hälften i salterierna Kristineberg på Sannegårdens ägor och Lilla Bockeskär på Varholmen och hälften i trankokeriet Mölnebostrand på Tjörn. Vid bodelningen fick änkan och sonen vardera hälften i landeriet, och i stadens räkenskaper redovisas "Lorentz Peterséns änka" som besittare av landeriet fram till 1810. Då sonen Petersén gick bort 1810, anges som arvingar änkan och två barn, Johanna Maria, 3 år och Johan Lorentz, 1 år. Bland tillgångarna fanns hälften i "Plantaget och Intagan Lorentzberg", nu värderad till 5 555 riksdaler, vilket tyder på att någon ny- eller tillbyggnad skett på området sedan 1800, då hela landeriet upptogs till 5 000 riksdaler. År 1810 beviljades änkorna Johanna Sophia och Marie Antoinette Petersén prolongation på arrendet av ängsområdet, som upplåtits 1778 för Lorentz Petersén, med ytterligare 30 år. Legan för området höjdes till 25 riksdaler årligen. Från 1809 uppföres landeriet under nr 90 och "intagan", under nr 89 i tolfte roten.
År 1812 överlät änkan Johanna Sophia Petersén sin hälft till svärdottern och hennes barn för 10 000 riksdaler riksgälds, och 1822 sålde Marie Antoinette Petersén och hennes barn besittningsrätten och åbyggnaderna på Lorensberg till handlanden W.I. Valentin för 7 333 riksdaler 16 shilling banko.
År 1823 köptes egendomen av vinhandlaren A.H. Evers som av Göteborgs stad fick rättigheter att starta ett värdshus mot att ”hålla parken och trädgården tillhanda för stadens bättre innevånares begagnande till promenad, samt upprätta ett förstklassigt värdshus”. År 1840 övertogs parken av musikdirektören vid Göta artilleriregemente, Frans Cabré, som startade ett tivoli, med teaterlada, kägelbana och en hästdragen karusell. Den 1 december 1864 brann hela anläggningen ner.

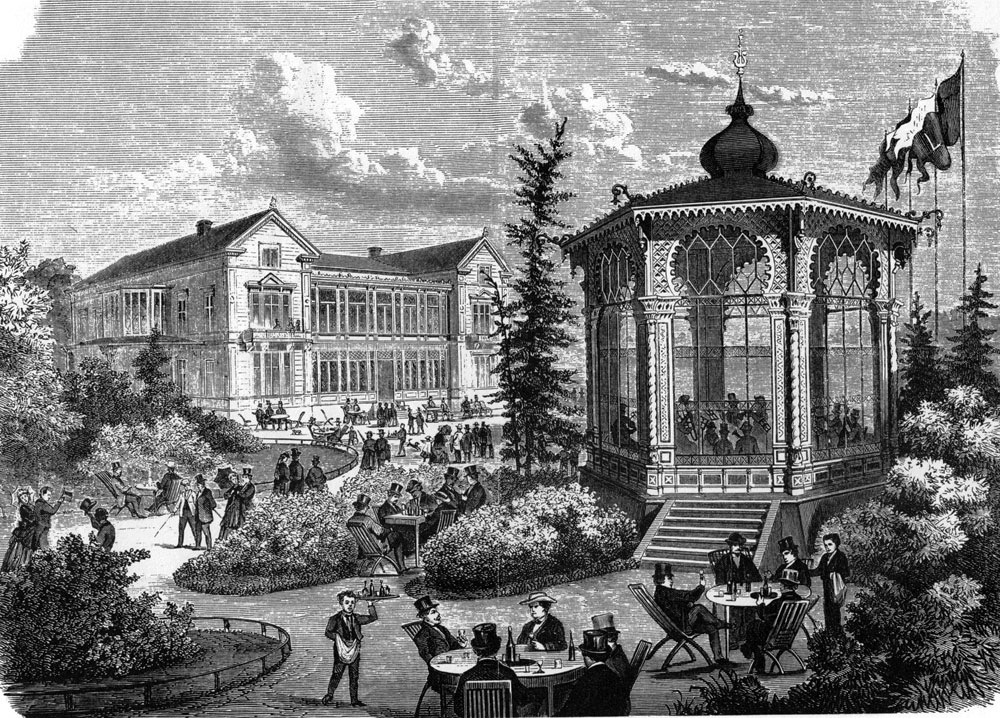
Lorensbergsparken tecknad av Otto August Mankell i Ny Illustrerad Tidning 1870.

Tre år senare köptes parken av specerihandlaren Robert J Graf, som lät arkitekten A Heilborn anlägga en park av engelsk typ, som bland annat omfattade en restaurang med festvåning och uteservering och en musikpaviljong. Lorensberg blev oerhört populärt hos en förnämare publik och staden lät upprätta en busslinje mellan Brunnsparken och Lorensberg. Man lät inhägna parken med ett högt träplank. Huvudingången låg i hörnet av Kungsportsavenyn och Engelbrektsgatan.
År 1885 tog Göteborgs stad över besittningsrätten för Lorensberg medan man arrenderade ut restaurangrörelsen. Den 19 mars 1903 beslöt stadsfullmäktige att under högst fem år, räknat från den 1 oktober samma år, arrendera ut landeriet Lorensberg i 12:e roten. Villkoret var att staden skulle ha rätt att "... kort tid efter uppsägning, som dock icke finge ske tidigare än den 1 Oktober 1906, återtaga den mark som erfordrades för Kungsportsavenyens framdragning." Restaurangen övertogs 1910 av dansken Sophus Petersen, som genom sitt sätt att driva restaurangen kom att bli en krögarlegend. Det var på hans initiativ och bland annat finansierat av honom som man 1916 byggde Lorensbergsteatern, som ritades av arkitekten Karl Magnus Bengtson. Redan 1885 hade man byggt Lorensbergs Cirkus finansierad av direktör G. Schumann. Cirkusen brann dock ned men återuppbyggdes år 1900.
År 1891 uppförde dåvarande källarmästaren på Lorensberg, Victor Norman en byggnad som egentligen var avsedd som en extra matsal för 1891 års utställningsbesökare. Senare blev detta en varietélokal som kallades Alhambra, vars utbud förbjöds 1896, då Norman istället inredde en teatersalong i huset. Lokalen döptes då till Folkteatern eller Folkan, där bland andra Karl Gerhard skulle göra många av sina revyer. Folkan brann ner den 19 januari 1942 och verksamheten flyttades då över till cirkusen fram till att den revs år 1969.
År 1950 stod Park Avenue Hotel, som är ritat av arkitekten Nils Einar Eriksson, färdigt. 1956 revs den gamla restaurangen för att ge plats åt hotellets restaurang, som lades parallellt med Kungsportsavenyn och som idag också innehåller en nattklubb.
Den siste arrendeinnehavaren av gamla Lorensberg var Sophus son Bengt Petersen. År 1967 invigdes Göteborgs nya stadsbibliotek, som är ritat av Lund & Valentin arkitekter. Biblioteket är placerat i hörnet av Kungsportsavenyn och Berzeliigatan.

## Elvira Madigan
Elvira och Gisella Madigan uppträdde torsdagen den 19 augusti 1886 för första gången i Göteborg i Lorensbergs park, med "sina utomordentliga produktioner å ståltrådslina" tillsammans med mr Lockhardt och dennes tre dresserade "vidunderelefanter".

## Övrigt
- Den 1 maj 1912 avtäcktes i Lorensbergsparken en Venusstaty, Venus Capua, som var en kopia efter originalet i Museo Nationale i Neapel. Den kände revypappan Axel Engdahl svarade för invigningen. Sedan 1956 är dess öde okänt.
- Samma Axel Engdahl arrenderade Folkan år 1903.